# Melechov (tvrz)

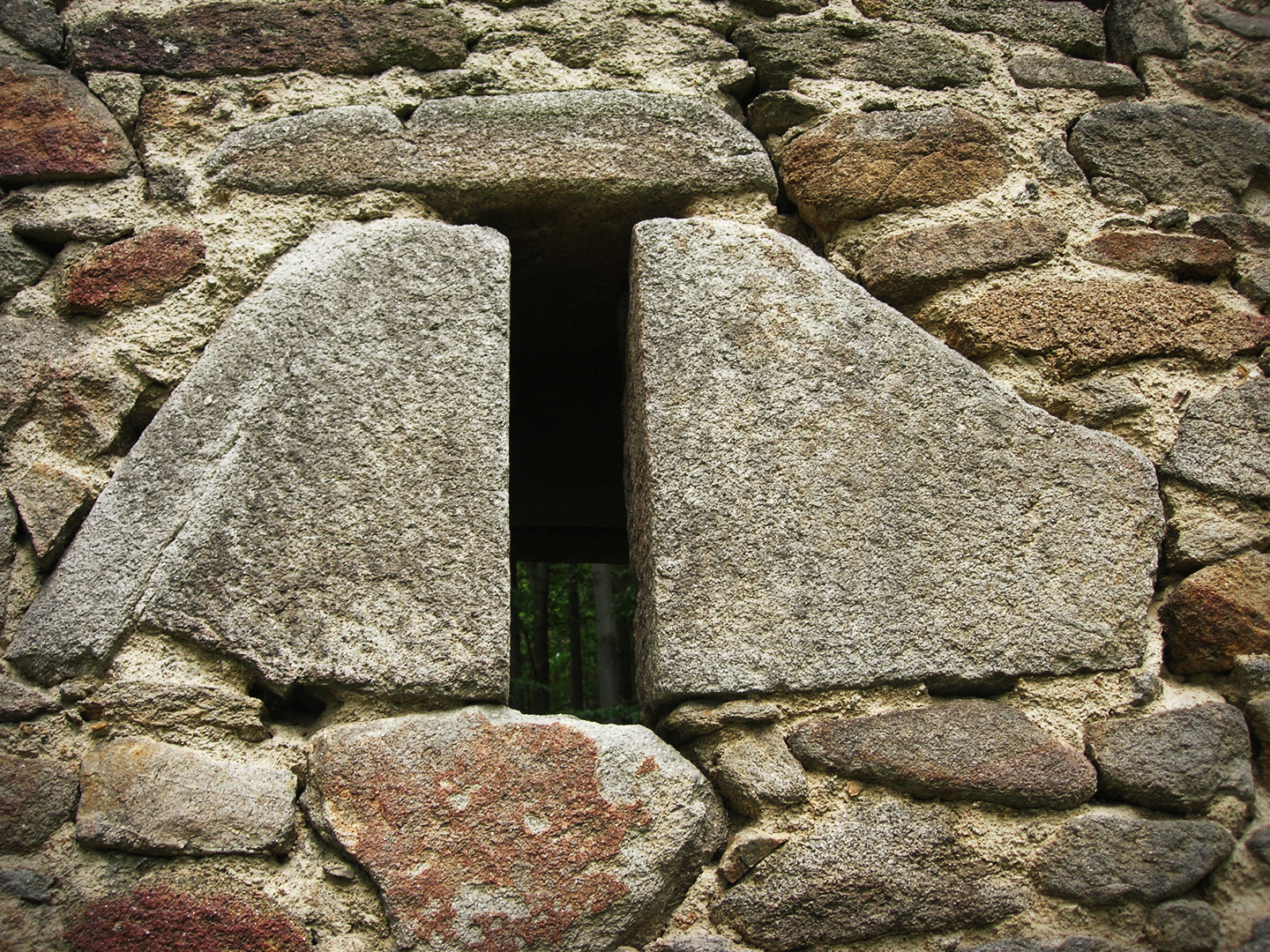
Detail na okénko

Melechovská tvrz (nazývaná též Nelechovská nebo Koutecká tvrz) je postavená v gotickém stylu, její zřícenina se nachází severně od obce Kouty v úpatí kopce Melechov. Je chráněna jako kulturní památka České republiky.
Byla postavena ve 14. století a sloužila zde jako strážná věž pro ochranu cestujících po zemské stezce z Rakouska přes Humpolec a Ledeč ke Kutné Hoře a dále.
Od počátku 15. století zde žili bratři Albert a Ratimír z Nelechova. V roce 1415 zde Albert z Nelechova (odtud označována jako Nelechovská tvrz), přitiskl svou pečeť na stížný list české šlechty proti upálení Mistra Jana Husa v Kostnici. Po Albertově smrti (†1421) žil na nelechovské tvrzi až do r. 1437 jeho syn Petr Skála. Tehdy se v pramenech připomíná Nelechov – tvrz. Po smrti Petra Skály tvrz připadla odúmrtí císaři Zikmundovi. Dlouhý soudní spor o tvrz s dvorem a vesnicemi Bilantovou Lhotou, Kouty a Březinkou vedl k majetkovému držení Matěje z Tisu.
V roce 1554 patřila tvrz Václavu Sokolovi z Leskovic, který také zasedal i na zemském sněmu. Následně ji zakoupila rodina Trčků z Lípy a připojila ji tak k Lipnici, nedlouho na to však tvrz zpustla.

## Současnost
Tvrz je dnes zříceninou, ze které se zachovaly části dvou zdí. Okolo tvrze je stálé velmi patrný vodní příkop a severně položený vyschlý rybník, ze kterého v případě nouze byl pro ochranu vodní příkop napuštěn. Za zmínku stojí také čtyři mohutné stoleté buky.

## Archeologie
První sběr archeologických nálezů středověké keramiky zde roku 1962 učinil Pavel Radoměrský a zařadil je do sbírky Národního muzea v Praze. V letech 2004-2005 zde byl proveden archeologický průzkum, při kterém byly částečně odkryty další části zdi a celá tvrz byla opravena a stabilizována.